# جونيور ألفيس
جونيور ألفيس (26 مارس 1990 في ساو باولو في البرازيل – )؛ هو لاعب كرة قدم كان يلعب كمدافع.

## وصلات خارجية
- جونيور ألفيس على موقع قاعدة بيانات كرة القدم.إي يو (الإنجليزية)
- جونيور ألفيس على موقع Soccerway.com (الإنجليزية)
- جونيور ألفيس على موقع عالم كرة القدم.نت (الإنجليزية)